# Хајтоп (Алабама)
Хајтоп (енгл. Hytop) град је у америчкој савезној држави Алабама. По попису становништва из 2010. у њему је живело 354 становника.

## Демографија
Према попису становништва из 2010. у граду је живело 354 становника, што је 39 (12,4%) становника више него 2000. године.
| Група             | 2000.       | 2010.       |
| Белци             | 302 (95,9%) | 324 (91,5%) |
| Афроамериканци    | 0 (0,0%)    | 1 (0,3%)    |
| Азијати           | 0 (0,0%)    | 0 (0,0%)    |
| Хиспаноамериканци | 1 (0,3%)    | 12 (3,4%)   |
| Укупно            | 315         | 354         |